# へびつかい座TX星
へびつかい座TX星（へびつかいざTXせい、TX Ophiuchi、TX Oph）は、へびつかい座の方向に位置する脈動変光星である。

## 発見
へびつかい座TX星は、ハーヴァード大学天文台の写真乾板の調査から、リーヴィットによって発見された。その後、ツィナーによって確定した変光星となり、以後「へびつかい座TX星」と呼ばれることになった。ゲラシモヴィッチは、へびつかい座TX星の光度変化を詳しく調べ、その特徴がおうし座RV星と似ていることを明らかにした。

## 特徴
へびつかい座TX星は、変光星総合カタログではRVAに分類されるおうし座RV型変光星である。RVAは、おうし座RV型星の中でも、平均等級が変化しないものが分類される。へびつかい座TX星は、約135日の周期で、9.7等から11.4等の間を増減光することが知られている。スペクトル型は変光に伴って変化するが、典型的にはG0とされる。近年になって、RVAと分類されているにもかかわらず、へびつかい座TX星に1万から1万2千日の周期で明るさが若干変化しているのがみつかっている。
へびつかい座TX星の金属量は、水素を基準とした相対的な鉄の量でみて、太陽と比較し-1.2 dexという金属欠乏星である。その金属量と、視線速度の大きさ、銀緯からへびつかい座TX星は、厚い銀河円盤に属する恒星と考えられる。
へびつかい座TX星は、南アフリカ天文台における赤外線測光観測から、赤外超過が検出され、温度970K、半径が恒星の13倍程度の星周塵の外層があるのではないかといわれたが、広域赤外線探査衛星による最近の観測では、赤外超過はないとされている。